# Assistant Secretary of State for Conflict and Stabilization Operations

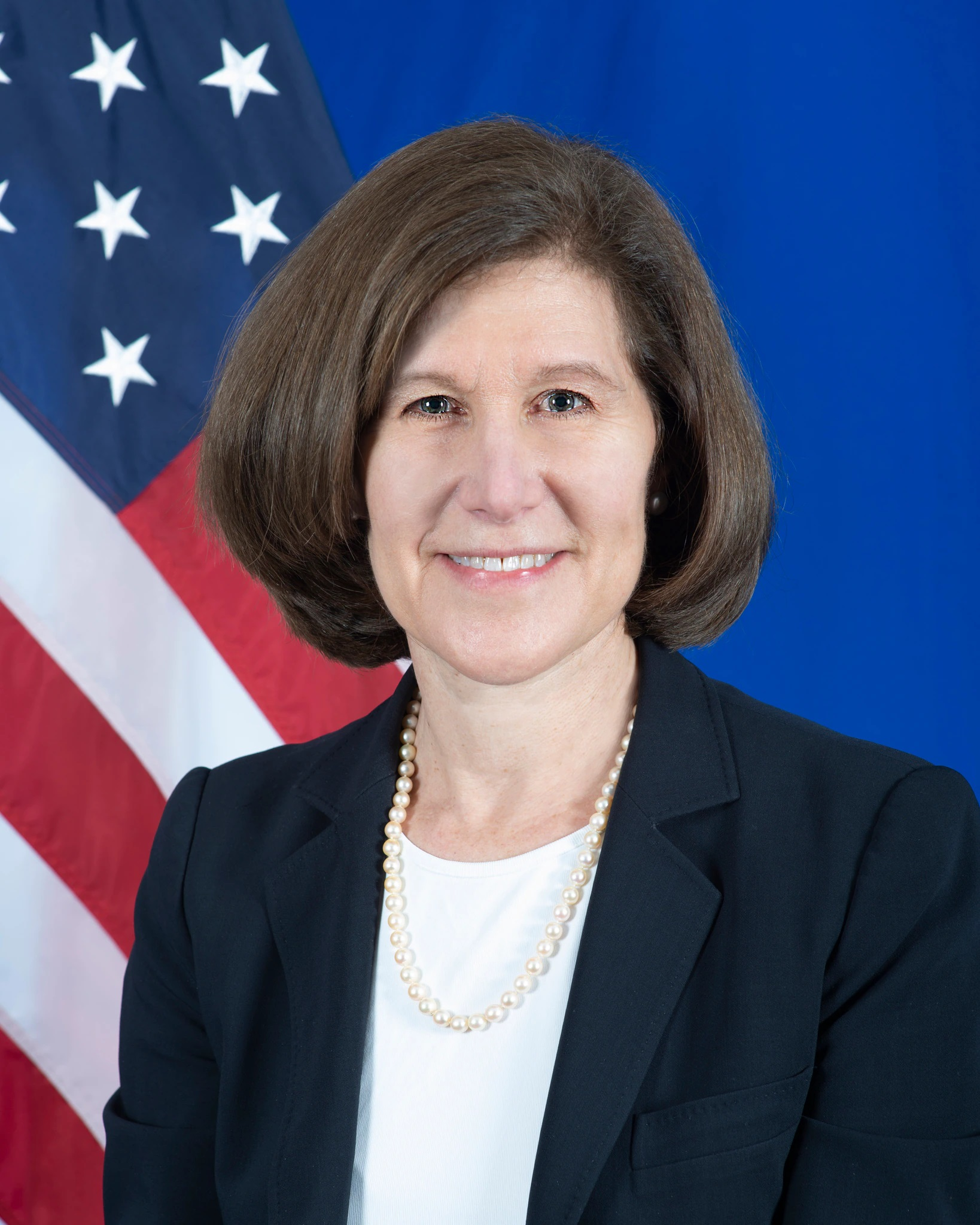
Anne A. Witkowsky, derzeitiger Assistant Secretary

Organigramm: Die administrative Gliederung des Außenministeriums (englisch)

Der Assistant Secretary of State for Conflict and Stabilization Operations ist ein Amt im Außenministerium der Vereinigten Staaten und Leiter des Bureau of Conflict and Stabilization Operations. Er untersteht dem Under Secretary of State for Civilian Security, Democracy, and Human Rights.

## Amtsinhaber
| Amtszeit  | Name                   | Bemerkung        |
| --------- | ---------------------- | ---------------- |
| 2012–2014 | Frederick D. Barton    |                  |
| 2015      | John Hushek            | geschäftsführend |
| 2016–2017 | David Malcolm Robinson |                  |
| 2017–2018 | Thomas J. Hushek       | geschäftsführend |
| 2018–2020 | Denise Natali          |                  |
| 2020–2021 | Alexander Alden        | geschäftsführend |
| 2021–2022 | Robert J. Faucher      | geschäftsführend |
| 2022–     | Anne Witkowsky         |                  |